# Star Wars Rebels
Pour les articles homonymes, voir Rebels.
Star Wars: The Clone Wars Forces du destin
Star Wars Rebels, ou Star Wars Rebelles au Québec, ou simplement Rebels, est une série télévisée d'animation américaine en 75 épisodes de 22 minutes, créée par Simon Kinberg, Dave Filoni et Carrie Beck et diffusée du 3 octobre 2014 au 5 mars 2018 sur Disney XD.
Un double épisode, intitulé Prémices d'une Rébellion, préparant l'univers de la série, a été diffusé en avant-première dans le monde entier sur les différentes chaînes Disney Channel et Disney XD le 3 octobre 2014. Par la suite, le reste de la série a débuté le 13 octobre 2014 sur Disney XD.
Star Wars Rebels se déroule entre l'épisode III et l'épisode IV de la série de films Star Wars, à une époque où l'Empire galactique affermit son emprise sur la galaxie. Tandis que les forces impériales traquent les derniers chevaliers Jedi ayant survécu à la Grande purge Jedi, une rébellion naissante contre l'Empire prend forme.
En France, la série est diffusée dès le 19 octobre 2014, également sur Disney XD, et à partir du 15 février 2015 sur France 4, et au Québec à partir de l'automne 2015 sur La Chaîne Disney.

## Synopsis
Quatorze ans après l'épisode III et donc 5 ans avant l'épisode IV, c'est-à-dire entre l'an -5 et l'an 1 de la chronologie Star Wars, la galaxie connaît une période sombre depuis que l'Empire galactique a étendu son emprise. Star Wars Rebels propose de découvrir une planète très, très lointaine occupée et contrôlée d'une main de fer par les Forces Impériales. Dans cet univers en plein chaos, quelques habitants s'allient et décident d'unir leurs forces pour lutter contre les stormtroopers, combattants de l'Empire. À bord de leur vaisseau spatial, le Ghost, les 5 membres d'un équipage hétéroclite (et incluant un droïde) sont rejoints par un jeune homme possédant des qualités naturelles pouvant le conduire à devenir Jedi. Ils devront faire preuve de beaucoup d'ingéniosité, de persévérance et de courage pour vivre des aventures palpitantes mais risquées et affronter de nouveaux représentants du côté obscur de la Force pour devenir des héros.

## Fiche technique
Sauf indication contraire, les informations mentionnées dans cette section peuvent être confirmées par la base de données cinématographiques IMDb,  présente dans la section « Liens externes ».
- Titre original et français : Star Wars Rebels
- Autres titres francophones : Star Wars Rebelles (Québec)[7]
- Création : Simon Kinberg, Dave Filoni et Carrie Beck
- Réalisation : Dave Filoni (supervision, saisons 1, 2 et 4), Justin Ridge (supervision, saison 3), Steward Lee, Bosco Ng, Saul Ruiz, Melchior Zwyer, Steven G. Lee, Brad Rau, et Sergio Páez
- Scénario : Simon Kinberg, Carrie Beck, Dave Filoni, Greg Weisman, Henry Gilroy, Katie Lucas
- Direction artistique : Kilian Plunkett
- Montage : Joe E. Elwood, Alex McDonnell et Yegor Hesh Xarzvichti
- Musique : Kevin Kiner, John Williams (thèmes originaux)
- Casting : Aaron Drown
- Production : Kiri Hart
  - Production associée : Carrie Beck
  - Production déléguée : Dave Filoni, Kathleen Kennedy, Simon Kinberg, Greg Weisman (saison 1) et Henry Gilroy (saison 2)
  - Production exécutive : Athena Yvette Portillo
- Sociétés de production : Lucasfilm, Lucasfilm Animation (non créditée) et Walt Disney Television Animation
- Sociétés de distribution (télévision) : Walt Disney Studios Distribution
- Pays d'origine :  États-Unis
- Langue originale : anglais
- Format : couleur
- Genre : action, science-fiction
- Durée : 22 minutes

## Distribution
Note : pour une distribution plus complète, voir la section « Distribution » de la saison voulue.

### Voix originales
Personnages principaux
- Taylor Gray : Ezra Bridger[8]
- Freddie Prinze Jr. : Kanan Jarrus[9]
- Vanessa Marshall : Hera Syndulla[10]
- Tiya Sircar : Sabine Wren[11]
- Steven Blum : Zed Orrelios[12]
- Dave Filoni (non crédité) : C1-10P « Chopper »

Personnages secondaires
- David Oyelowo : agent Kallus[13]
- Stephen Stanton : Grand Moff Tarkin
- Dee Bradley Baker : le Capitaine Rex, Wolffe et Gregor
- Lars Mikkelsen : le Grand Amiral Thrawn
- James Earl Jones : Dark Vador
- Ashley Eckstein : Ahsoka Tano
- Sam Witwer : Dark Maul
- Jim Cummings : Hondo Ohnaka
- Genevieve O'Reilly : Mon Mothma[14]
- Forest Whitaker : Saw Gerrera[15]
- Ian McDiarmid : l'empereur Palpatine[16],[17] (saison 2, épisode 1[18] et saison 4)
- Phil LaMarr : Bail Organa
- Kevin McKidd : Fenn Rau
- Mary Elizabeth McGlynn : la gouverneure Pryce
- Clancy Brown : Ryder Azadi, ancien gouverneur de Lothal
- Jason Isaacs : le Grand Inquisiteur[13]
- Sarah Michelle Gellar : la septième Sœur
- Philip Anthony-Rodriguez : le cinquième frère
- Gina Torres : Ketsu Onyo

Personnages majeurs et invités
- James Arnold Taylor : Obi-Wan Kenobi[19] (hologramme, saison 1, épisode 1)
- Anthony Daniels : C-3PO (saison 1, épisode 3)
- Frank Oz : Yoda (saison 1, épisode 9 et saison 2, épisode 18)
- Billy Dee Williams : Lando Calrissian (saison 1, épisode 10 et saison 2, épisode 1)
- Julie Dolan : Leia Organa (saison 2, épisode 12)
- Matt Lanter : Anakin Skywalker (saison 2, épisode 18 et saison 2, épisode 22)
- Robbie Daymond : le huitième frère (saison 2, épisode 21)
- Nathan Kress : Wedge Antilles (saison 3, épisodes 3, 19, 21 et 22 ainsi que saison 4, épisode 3)
- Tom Kane : le colonel Yularen (saison 3, épisode 16)
- Stephen Stanton : Obi-Wan « Ben » Kenobi[20] (âgé, saison 3, épisode 20)
- Michael Bell : le général Jan Dodonna (saison 3, épisodes 21 et 22 ainsi que saison 4, épisodes 3 et 8)
- Katee Sackhoff : Bo-Katan Kryze (saison 4, épisodes 1 et 2)
- Malcolm McDowell : le ministre Hydan (saison 4, épisodes 12 et 13)

Photos de certains des acteurs prêtant leur voix dans la version originale.
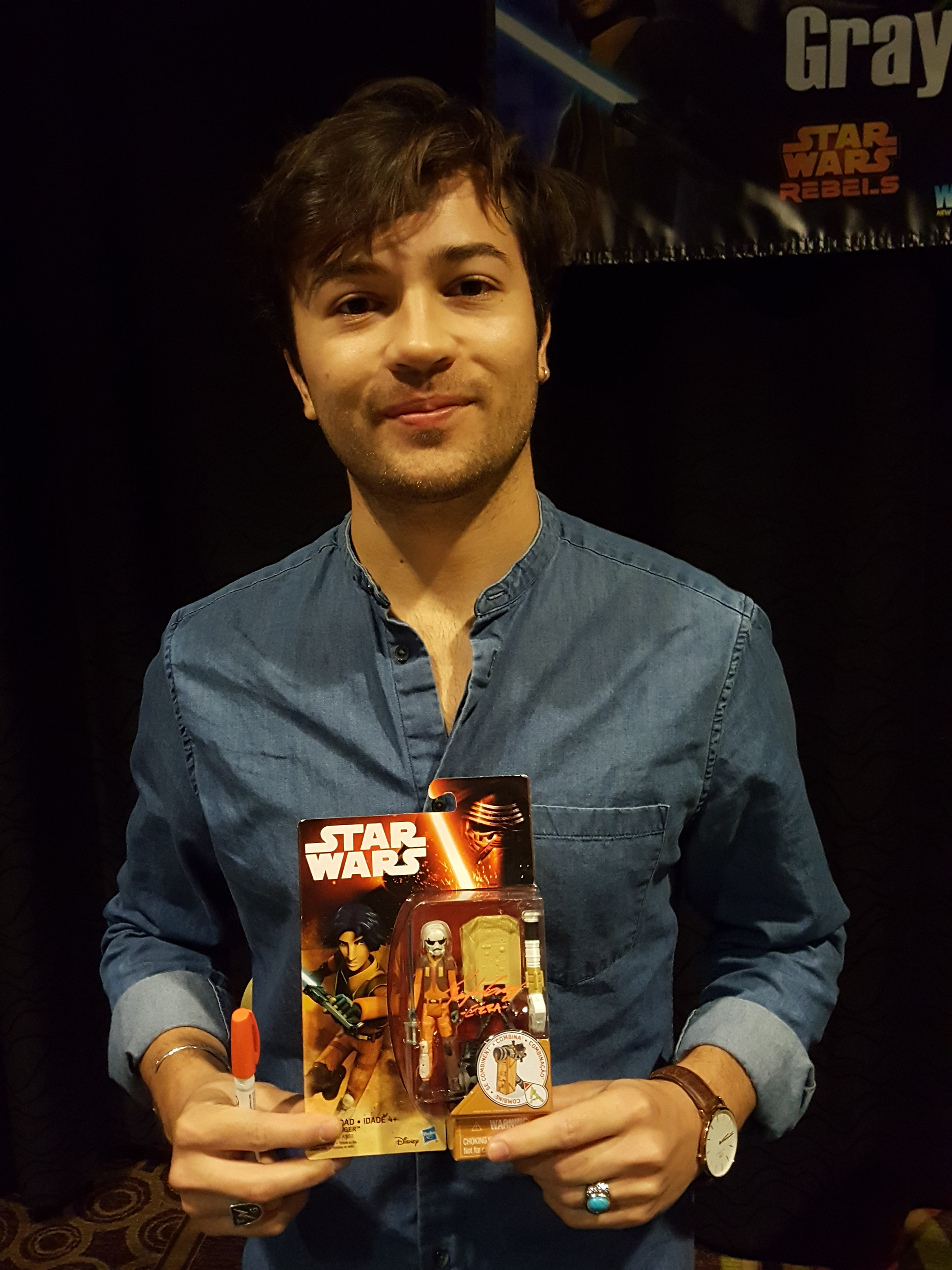
Taylor Gray en 2018.
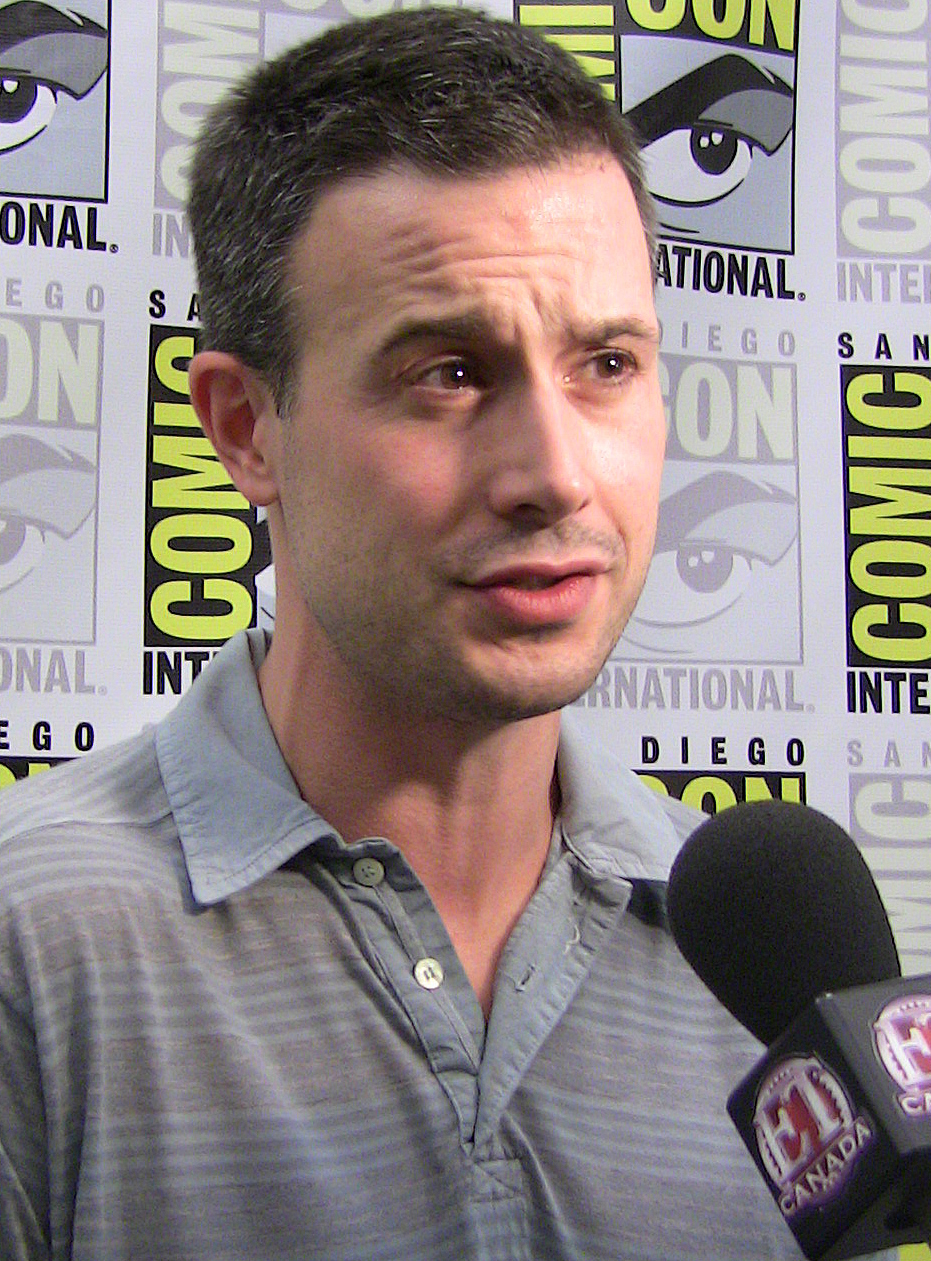
Freddie Prinze Jr. en 2009.
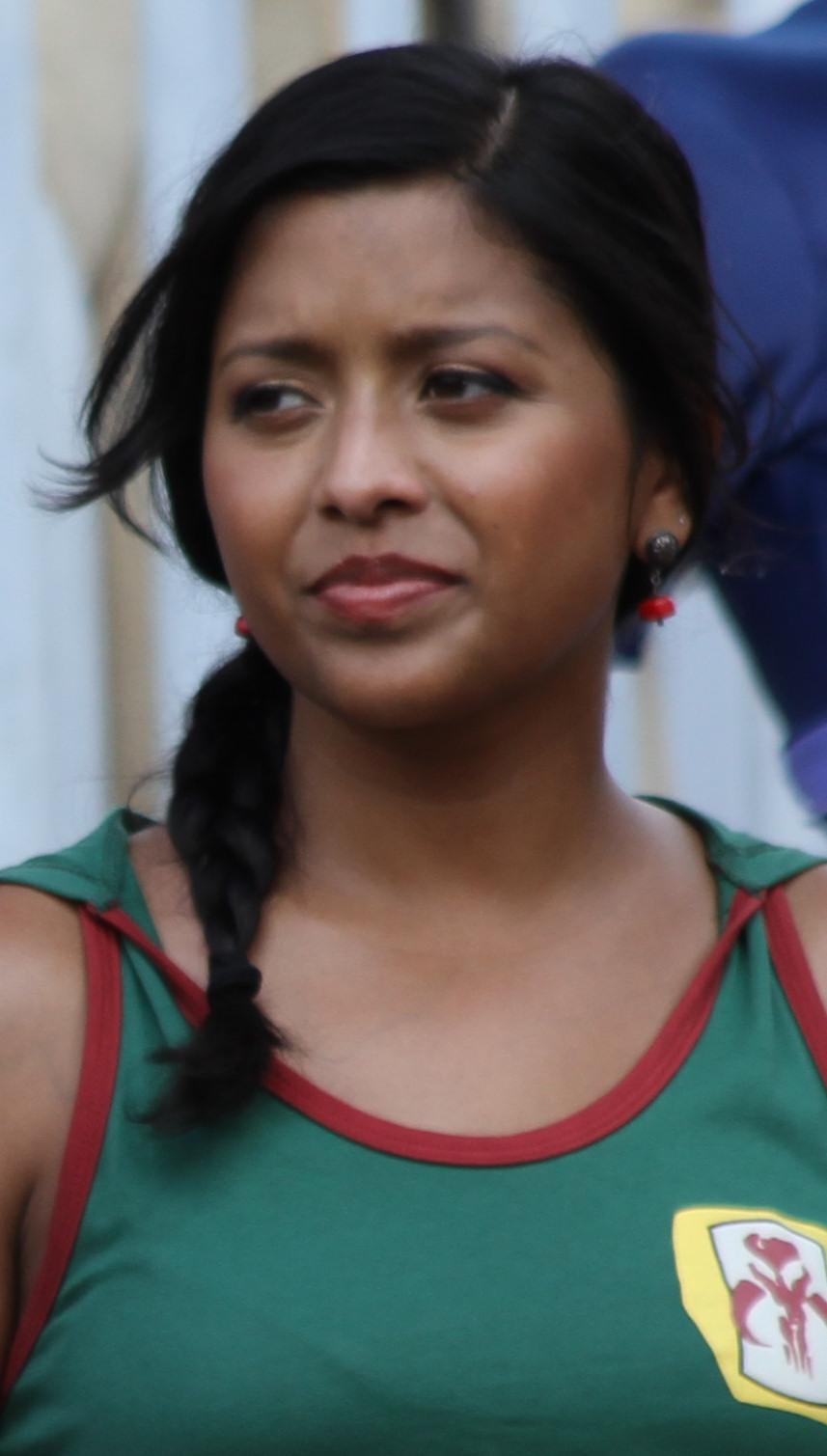
Tiya Sircar en 2014.
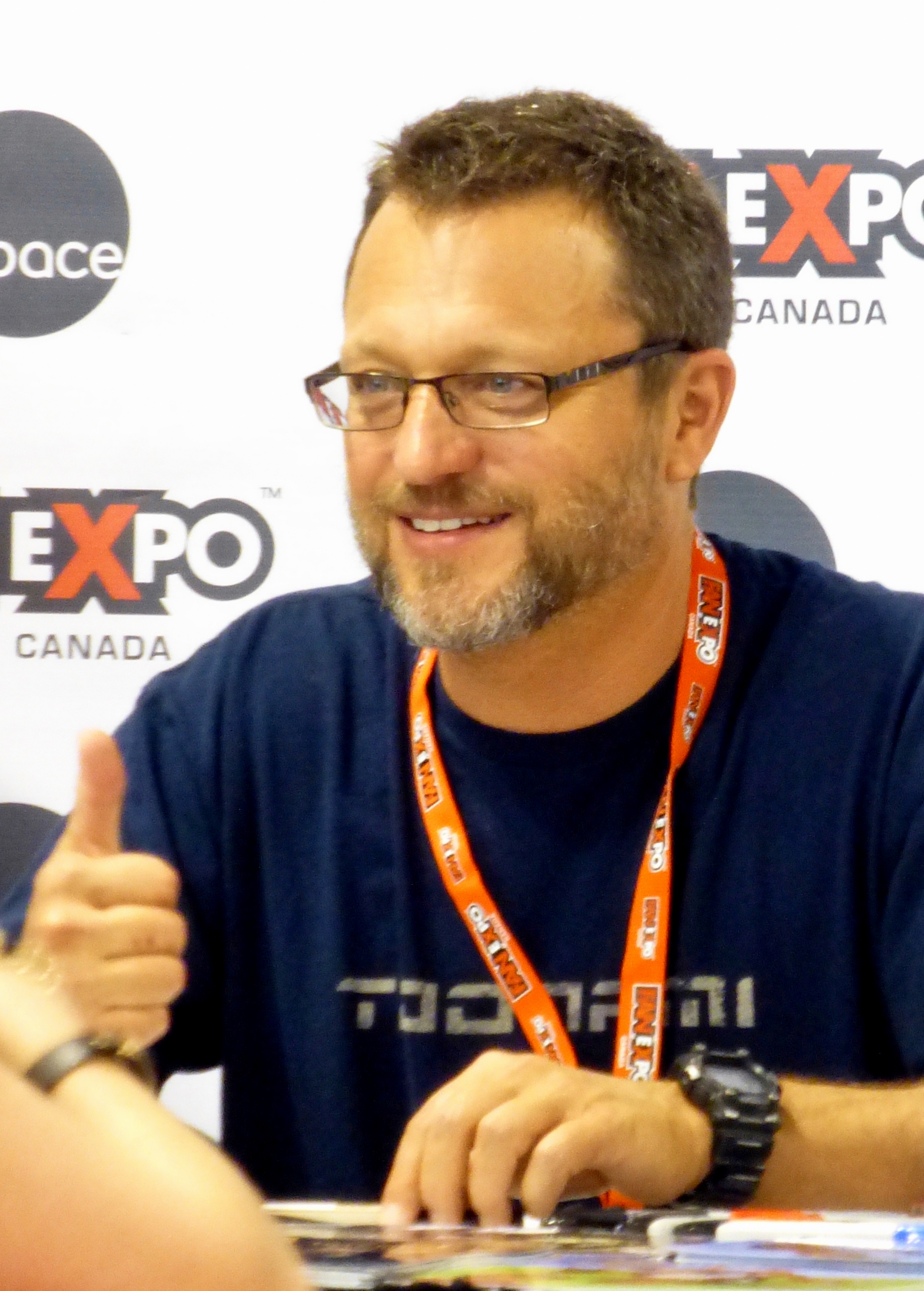
Steven Blum en 2014.
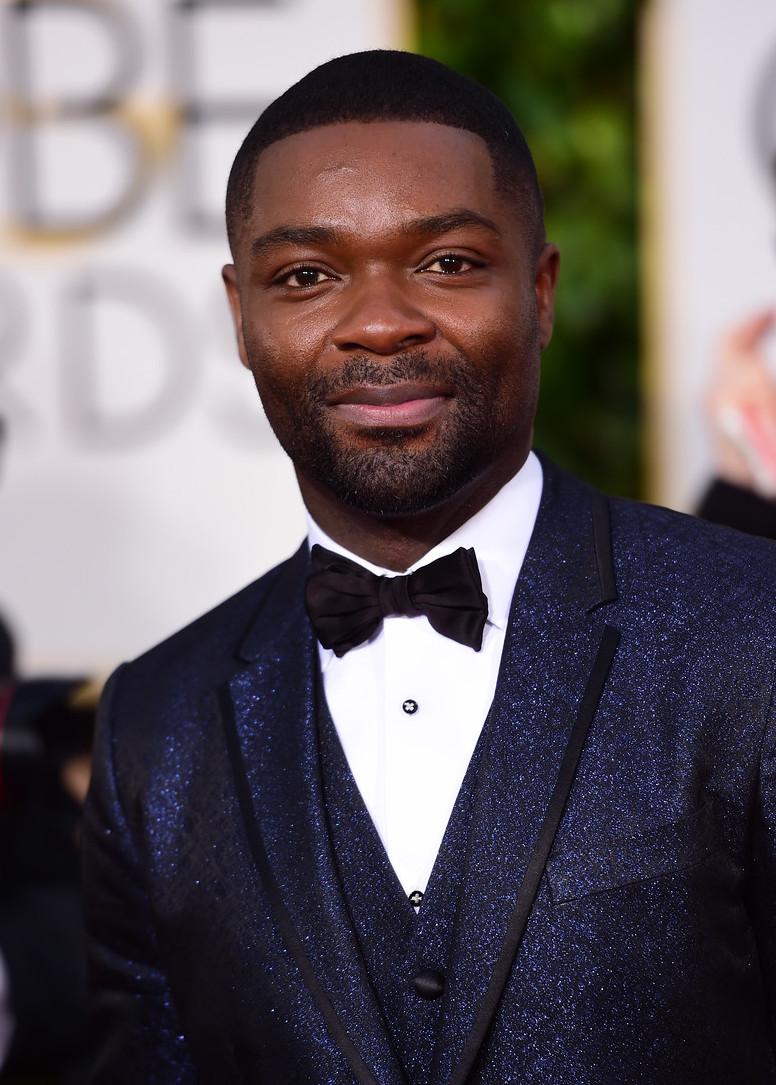
David Oyelowo en 2012.
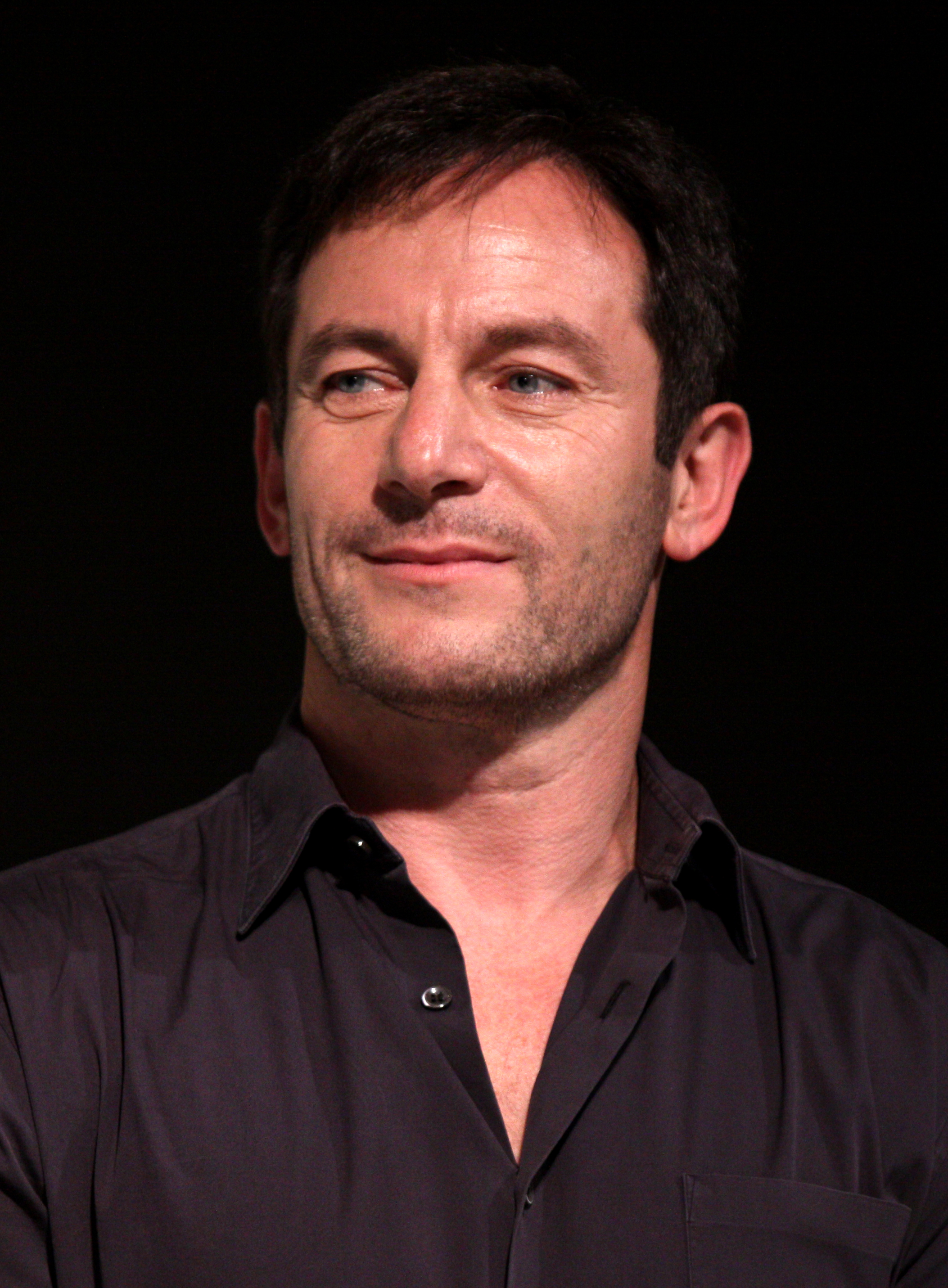
Jason Isaacs en 2011.
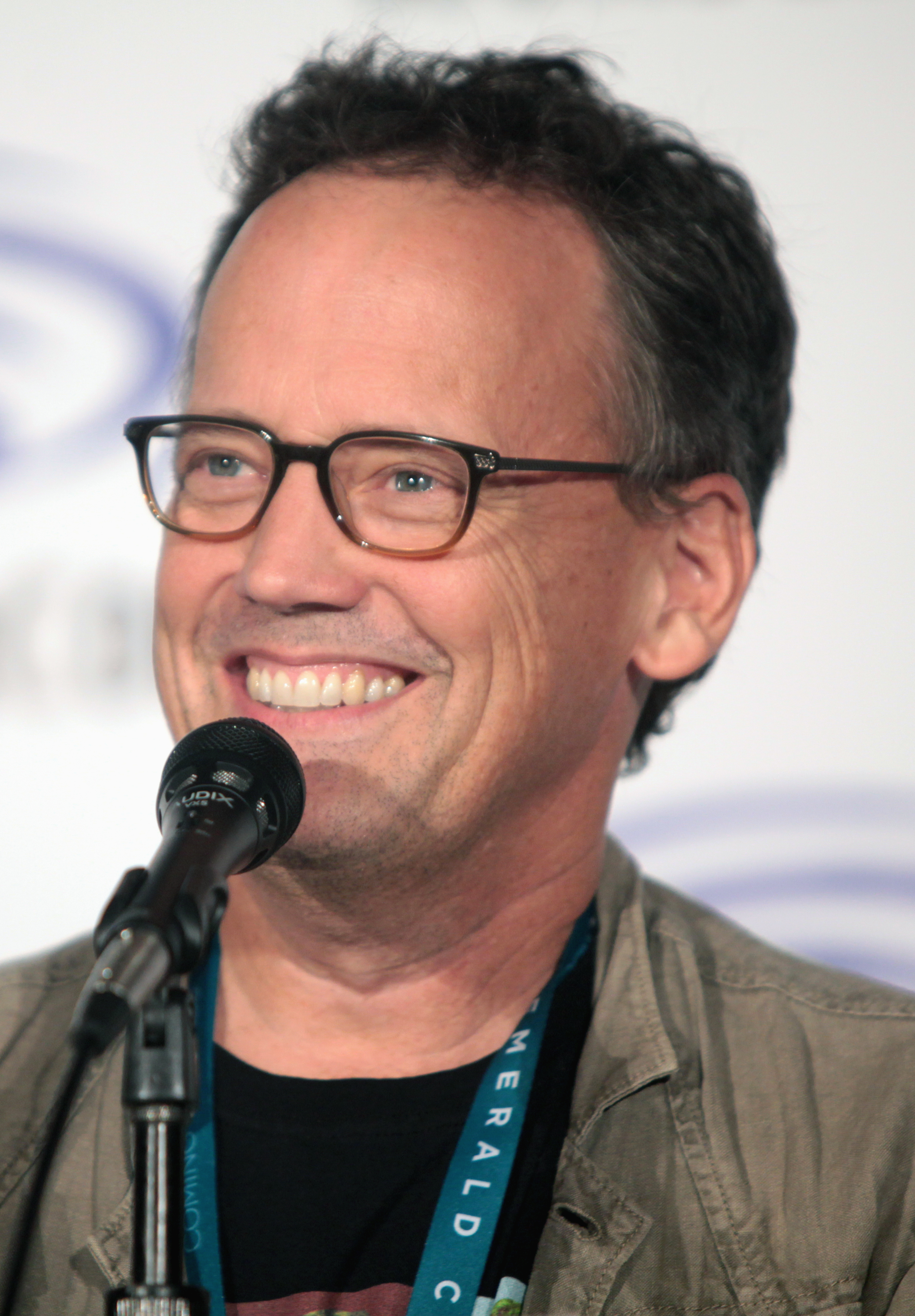
Dee Bradley Baker en 2016.
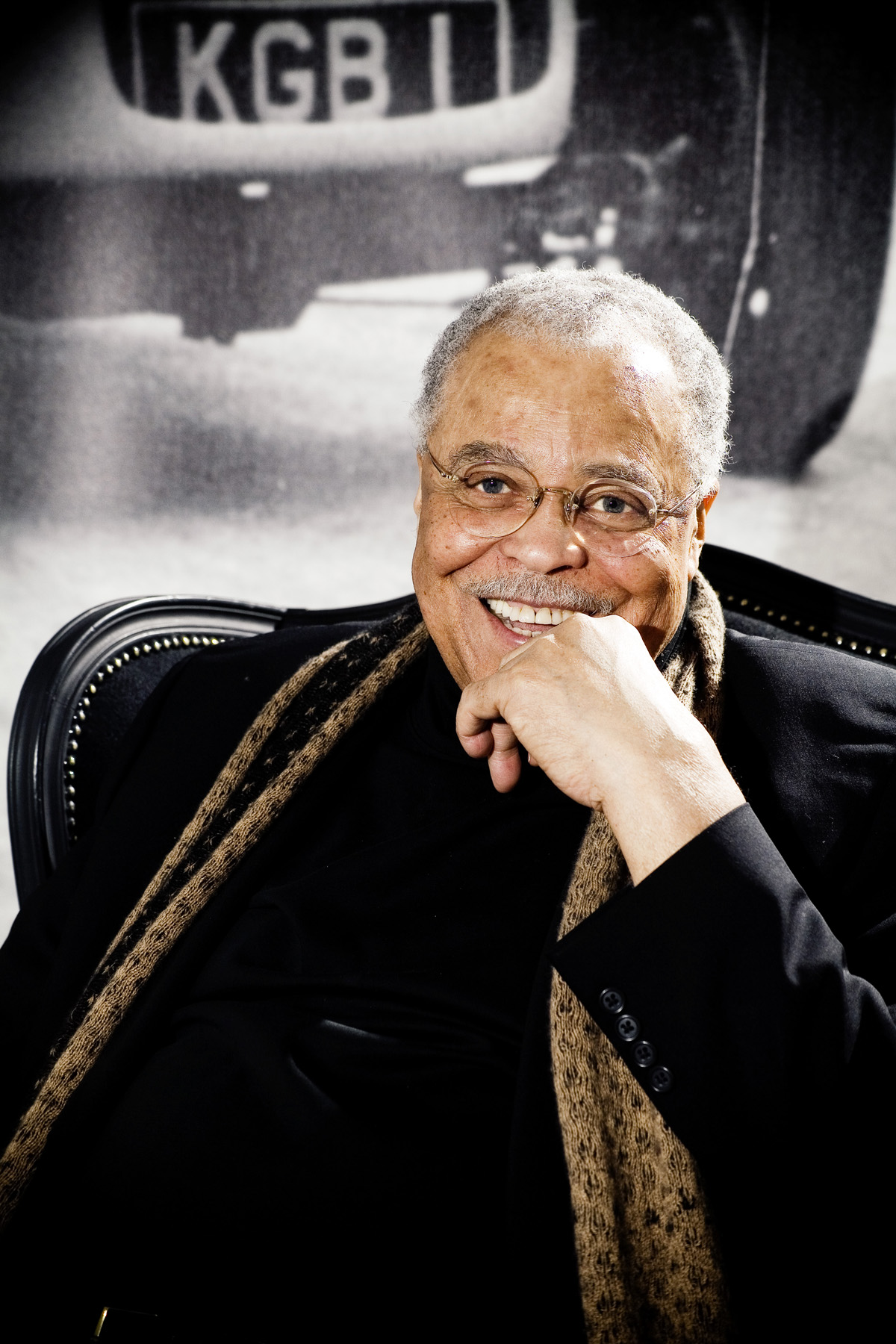
James Earl Jones en 2011.
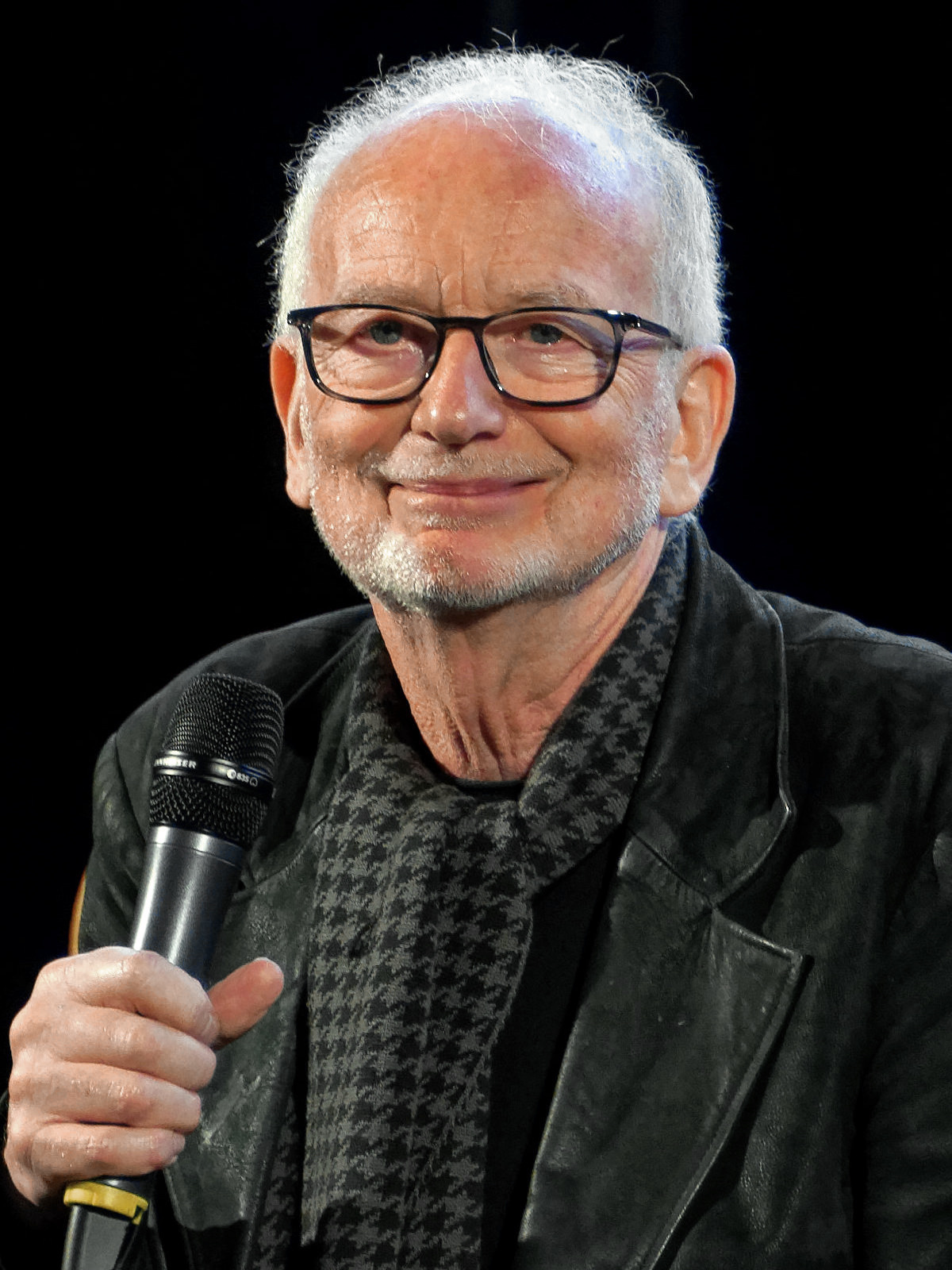
Ian McDiarmid en 2020

### Voix françaises
- Antoni Lo Presti : Ezra Bridger
- Mathieu Moreau (saison 1) puis Nicolas Matthys (saisons 2 à 4) : Kanan Jarrus
- Carole Baillien : Hera Syndulla
- Mélanie Dermont[Note 1] : Sabine Wren
- Olivier Cuvellier : Zed Orrelios
- Laurent Van Wetter : l'agent Kallus
- Jean-Marc Delhausse : le Grand Inquisiteur
- Pierre Laurent : Grand Moff Tarkin
- Pierre Bodson : Cikatro Vizago
- Serge Biavan : Capitaine Rex, Wolffe et Gregor
- Jean-Louis Faure (épisode 1) et Philippe Catoire (saisons 2 à 4) : Dark Vador
- Olivia Luccioni : Ahsoka Tano
- Pascal Racan : Grand Amiral Thrawn
- Erwin Grünspan : le Cinquième Frère
- France Bastoen : la Septième Sœur
- Marc Bretonnière : Dark Maul
- Daniel Njo Lobé : Saw Gerrera
- Patrick Béthune (saisons 1 à 3) et Philippe Résimont (saison 4) : Hondo Ohnaka
- Lionel Tua : Bail Organa
- Barbara Tissier : Leia Organa
- Juliette Degenne : Mon Mothma
- Georges Claisse : l'Empereur Palpatine
- Vincent Violette : Obi-Wan « Ben » Kenobi (âgé)
- Bruno Choël : Obi-Wan Kenobi (hologramme)
- Emmanuel Garijo : Anakin Skywalker
- Jean Lescot (saison 1) et Daniel Kenigsberg (saison 2) : Yoda

 Source et légende : version française (VF) sur RS Doublage

### Voix québécoises
- Alexandre Bacon : Ezra Bridger
- Pierre-Étienne Rouillard : Kanan Jarrus
- Rose-Maïté Erkoreka : Hera Syndulla
- Claudia-Laurie Corbeil : Sabine Wren
- Denis Roy : Zed Orrelios
- Alexandre Fortin : agent Kallus
- Bruno Marcil : le Grand Inquisiteur (saison 1)
- Jean-Luc Montminy : Grand Moff Tarkin
- Julie Beauchemin : Ahsoka Tano
- Paul Sarrasin : Bail Organa
- François Godin : Obi-Wan Kenobi (hologramme)

 Source et légende : version québécoise (VQ) sur Doublage.qc.ca

## Production

### Développement
Le 13 mars 2013, Lucasfilm annonce la production d'une nouvelle série en remplacement de Star Wars: The Clone Wars, déclarant : « Nous travaillons sur une toute nouvelle série Star Wars se déroulant dans une période jamais traitée auparavant dans les films ou à la télé ».
Le 20 mai 2013, le titre de la série, Star Wars Rebels, et sa première diffusion, en automne 2014, sont révélés.

### Attribution des rôles
Le 23 septembre 2013, The Hollywood Reporter annonce que Taylor Gray, Freddie Prinze Jr., Vanessa Marshall, Steven Blum et David Oyelowo sont en discussions pour intégrer la série. Courant février 2014, Taylor Gray, Freddie Prinze Jr., Vanessa Marshall, Tiya Sircar et Steven Blum sont annoncés tour à tour en même temps que les personnages qu'ils interprètent.
Contrairement à la série d'animation Star Wars: The Clone Wars (2008-2020), la plupart des personnages apparus sur grand écran sont interprétés par les mêmes comédiens que dans les films. Genevieve O'Reilly et Forest Whitaker reprennent respectivement Mon Mothma et Saw Gerrera par rapport au film Rogue One (2016),. La série marque également le retour de plusieurs comédiens historiques de la franchise, dont James Earl Jones, Frank Oz et Ian McDiarmid qui reprennent respectivement Dark Vador, Yoda et l'empereur Palpatine qu'ils n'avaient pas interprété depuis le film La Revanche des Sith (2005) tandis que Billy Dee Williams revient interpréter Lando Calrissian, soit 32 ans après le film Le Retour du Jedi (1983).
Dans la série Star Wars: The Clone Wars (2008-2020), Frank Oz avait été remplacé par Tom Kane tandis que Ian McDiarmid avait été remplacé par Ian Abercrombie dans les saisons 1 à 6 et Tim Curry dans certains épisodes des saisons 5 et 6. À noter que pour l'épisode Le Siège de Lothal, c'est Sam Witwer qui interprète l'empereur Palpatine à l'époque de la diffusion de l'épisode en 2015 avant d'être remplacé par Ian McDiarmid qui double la scène courant 2019.
Obi-Wan retrouve James Arnold Taylor son interprète de The Clone Wars dans le premier épisode Prémices d'une Rébellion (Spark of Rebellion) tandis que pour l'épisode Au coeur du désert (Twin Suns), dans lequel il apparait plus âgé, c'est le comédien Stephen Stanton (en) qui lui prête sa voix,.

## Épisodes

### Courts métrages (2014)
1. La Machine dans le Ghost (The Machine in the Ghost)
2. Attaque Artistique (Art Attack)
3. Confusion (Entanglement)
4. Propriété d'Ezra Bridger (Property of Ezra Bridger)

### Première saison (2014-2015)
1. Prémices d'une Rébellion, première partie (Spark of Rebellion: Part I)
2. Prémices d'une Rébellion, deuxième partie (Spark of Rebellion: Part II)
3. Droïdes en détresse (Droids in Distress)
4. La Mission impossible (Fighter Flight)
5. Au secours des anciens maîtres (Rise of the Old Masters)
6. Le Cadet impérial (Breaking Ranks)
7. Hors des ténèbres (Out of Darkness)
8. Le Jour de l'Empire (Empire Day)
9. La Force sous contrôle (Gathering Forces)
10. L'Épreuve du Jedi (Path of the Jedi)
11. La Main gagnante (Idiot's Array)
12. Vision d'espoir (Vision of Hope)
13. L'Appel de l'action (Call to Action)
14. Les Rebelles résolus (Rebel Resolve)
15. Galaxie en flammes (Fire Across the Galaxy)

### Deuxième saison (2015-2016)
1. Le Siège de Lothal, première partie (The Siege of Lothal: Part I)
2. Le Siège de Lothal, deuxième partie (The Siege of Lothal: Part II)
3. Les Commandants perdus (The Lost Commanders)
4. Les Reliques de l'Ancienne République (Relics of the Old Republic)
5. Toujours par deux ils vont (Always Two There Are)
6. Les Frères du Broken Horn (Brothers of the Broken Horn)
7. Le Faiseur d'ailes (Wings of the Master)
8. Retrouvailles (Blood Sisters)
9. Le Commando (Stealth Strike)
10. L'Avenir de la Force (The Future of the Force)
11. L'Héritage (Legacy)
12. Une princesse sur Lothal (A Princess on Lothal)
13. Duel entre Mandaloriens (The Protector of Concord Dawn)
14. La Légende des Lasats (Legends of the Lasat)
15. L'Appel (The Call)
16. Retour au bercail (Homecoming)
17. À la loyale (The Honorable Ones)
18. Au cœur des ténèbres (Shroud of Darkness)
19. Mon ami le droïde (The Forgotten Droid)
20. La Base mystérieuse (The Mystery of Chopper Base)
21. La Chute de l'apprentie, première partie (Twilight of the Apprentice: Part I)
22. La Chute de l'apprentie, deuxième partie (Twilight of the Apprentice: Part II)

### Troisième saison (2016-2017)
1. Au cœur des ténèbres, première partie (Steps Into Shadow: Part I)
2. Au cœur des ténèbres, deuxième partie (Steps Into Shadow: Part II)
3. L'Épreuve du destin (The Holocrons of Fate)
4. Cadets en danger (The Antilles Extraction)
5. Le Culte des ancêtres (Hera's Heroes)
6. Le Dernier Combat (The Last Battle)
7. Un ralliement imprévu (Imperial Supercommandos)
8. Affaire de famille (Iron Squadron)
9. Mission périlleuse (The Wynkahthu Job)
10. La Taupe (An Inside Man)
11. Les Forces occultes (Visions and Voices)
12. Les Fantômes de Géonosis, première partie (Ghosts of Geonosis: Part I)
13. Les Fantômes de Géonosis, deuxième partie (Ghosts of Geonosis: Part II)
14. Mission de repérage (Warhead)
15. Le Sabre du pouvoir (Trials of the Darksaber)
16. L'Héritage de Mandalore (Legacy of Mandalore)
17. Un espion en danger (Through Imperial Eyes)
18. Rencontre imprévue (Secret Cargo)
19. La Trahison de Chopper (Double Agent Droid)
20. Au cœur du désert (Twin Suns)
21. Assiégés, première partie (Zero Hour: Part I)
22. Assiégés, deuxième partie (Zero Hour: Part II)

### Quatrième saison (2017-2018)
1. Les Héros de Mandalore, première partie (Heroes of Mandalore: Part I)
2. Les Héros de Mandalore, deuxième partie (Heroes of Mandalore: Part II)
3. Au nom de la rébellion, première partie (In the Name of the Rebellion: Part I)
4. Au nom de la rébellion, deuxième partie (In the Name of the Rebellion: Part II)
5. L'Occupation (The Occupation)
6. Le Vol du Defender (Flight of the Defender)
7. L'Âme-sœur (Kindred)
8. Réquisition de chenille (Crawler Commandeers)
9. L'Assaut des Rebelles (Rebel Assault)
10. Mission de sauvetage (Jedi Night)
11. Les Loups (Dume)
12. Les Loups et le passage (Wolves and a Door)
13. À la croisée des mondes (A World Between Worlds)
14. Le Dernier espoir (A Fool's Hope)
15. Réunion de famille (Family Reunion and Farewell)

## Personnages principaux
Pour présenter les personnages de la série, les courts métrages La Machine dans le Ghost (The Machine in the Ghost), Attaque Artistique (Art Attack), Confusion (Entanglement) et Propriété d'Ezra Bridger (Property of Ezra Bridger ou Not What You Think) ont été diffusés sur Disney XD du 11 août 2014 au 1er septembre 2014 puis mis en ligne sur internet.
Ezra Bridger
Un Humain de quatorze ans de la planète Lothal, sous le règne de l'Empire galactique, voleur à la petite semaine qui vit seul dans la rue et est sensible à la Force. L'épisode Le Jour de l'Empire révèle que ses parents ont été tués par l'Empire car ils diffusaient par une radio clandestine des critiques contre l'Empire galactique et ses agissements, mais en réalité, ils ont été arrêtés et envoyés en prison. Dans l'épisode L'Héritage, Ryder Azadi apprend à Ezra que ses parents ont été tués au cours de la révolte de la prison qu'ils ont déclenchée et qu'il fait partie de ceux qui ont réussi à s'enfuir grâce à eux. Dans l'épisode 15 de la première saison, Ezra reçoit deux balafres au visage après que le Grand Inquisiteur a lancé son sabre laser sur lui, avant que ce dernier périsse lors de son dernier affrontement avec Kanan.
Kanan Jarrus
Âgé de 28 ans, de son vrai nom Caleb Dume, un ex-padawan humain qui a survécu à l'Ordre 66 et à l'extinction de l'Ordre Jedi quand il avait quatorze ans. Afin de ne pas se faire repérer par l'Empire, il prend le nom de Kanan Jarrus, n'use pas de ses talents de Jedi et met de côté son sabre laser. En -5 avant la bataille de Yavin, Jarrus rencontre Hera Syndulla en travaillant comme pilote. Celle-ci le persuade de rejoindre l'équipage du vaisseau Ghost afin de combattre l'Empire. Quand le jeune Ezra Bridger rejoint le groupe, Jarrus devient son mentor dans l'utilisation de la Force. Bien qu'Hera soit le pilote du Ghost, Jarrus fait fonction de leader du groupe. Dans l'épisode 22 de la deuxième saison, Dark Maul lui brûle les yeux avec son sabre laser et il devient aveugle puis acquiert une capacité de vision via la Force. Dans la saison 4, il développe une relation sentimentale avec Hera. Lorsque Hera est capturée par l'empire, il se met en danger pour la sauver, mais lors de l'évacuation, il se sacrifie dans une explosion qui aurait pu tuer Ezra, Hera et Sabine sans son sacrifice.
Garazed « Zed » Orrelios
C'est un guerrier Lasat rebelle originaire de Lasan. Zeb est très instruit et qualifié en dépit de son aspect effrayant. Il ne s'entend pas avec Chopper, le droïde astromécano et ceci est réciproque. Son passe-temps favori est de combattre des stormtroopers, c'est un combattant acrobatique et dont la force de frappe est grande. Il a rejoint l'équipage du Ghost pour se venger de l'Empire qui a fait anéantir son peuple par l'agent Kallus. Dans la saison 2, il découvre que certains membres de son peuple ont survécu, puis il fait une trêve avec Kallus lors du crash de leur nacelle d'évacuation sur une lune glacée, et quand ce dernier devient un rebelle, il finit par devenir ami avec lui dans la saison 3.
Sabine Wren
C'est une Humaine Mandalorienne spécialisée dans les explosifs et passionnée par l'art et le graffiti. Sabine a personnalisé son armure, ses cheveux et sa cabine à bord du Ghost, et elle a même personnalisé le chasseur TIE qu'Ezra et Zeb ont volé à l'Empire. Elle laisse un graffiti partout où l'équipage du Ghost commet une action contre l'Empire galactique. Durant la deuxième saison, on apprend qu'elle est affiliée au clan de Pre Vizla, l'ancien leader des Death Watchs.
Hera Syndulla
C'est une Twi'lek propriétaire et pilote du vaisseau Ghost. Elle se bat contre l'Empire galactique pour des raisons qu'elle n'a pas encore partagées avec ses compagnons d'armes. Même si elle n'est pas sensible à la Force, ses compétences en tant que pilote et de tireur sont égales à celles des utilisateurs de la Force. Forte, indépendante d'esprit et déterminée à mener ses missions jusqu'à la fin, Hera sert de mentor pour Sabine, encourage Ezra et aide Zeb à gérer son tempérament. Elle est le véritable ciment du groupe. Hera est en outre propriétaire de Chopper et elle parle couramment le binaire. Elle est la fille de Cham Syndulla, un révolutionnaire qui est apparu dans Star Wars: The Clone Wars.
C1-10P « Chopper »
Plus communément connu sous le nom Chopper, il est l'irritable droïde astromécano du Ghost. Acariâtre et têtu, Chopper n'essaye pas de gagner l'affection des passagers du vaisseau. Malgré cela, il est souvent indispensable pour sauver le reste du groupe de situations dangereuses. Zeb Orrelios et Chopper se détestent mutuellement. Hera Syndulla est propriétaire de Chopper, elle l'a construit à partir de pièces de rechange.
Agent Alexsandr Kallus
Un officier du BSI (Bureau de la Sûreté Impériale), qui sert sous les ordres de l'Inquisiteur. La première saison révèle qu'il a donné l'ordre du génocide impérial sur Lasan, la planète d'origine de Zeb. D'ailleurs, il utilise comme arme de combat un Bo-fusille, l'arme des guerriers d'honneur de Lasan, qu'un guerrier Lasan lui a donné en vertu de la tradition Lasan d'offrir son arme au vainqueur, et qu'il manie en expert. Dans la Saison 3, on découvre que Kallus est le nouveau Fulcrum, désillusionné par l'Empire, qui aide les Rebelles dans leur combat. Après que sa couverture soit découverte et exposée par le Grand Amiral Thrawn peu avant la bataille d'Atollon, il parvient à s'enfuir du croiseur de Thrawn et est secouru par l'équipage du Ghost qui le considère désormais comme un ami et devient un vrai Rebelle.
L'Inquisiteur / Le Grand Inquisiteur
C'est un Pau'an ayant un sabre laser à deux lames. Il est membre de l'« Inquisition », une organisation de Siths chargée par l'Empire de traquer les Jedi ayant survécu à l'ordre 66. Il est envoyé sur la petite planète Lothal pour capturer Kanan Jarrus qui est un Jedi mais aussi le chef de l'équipage du Ghost, après que l'agent Kallus l'ait informé de la situation. Il a déjà essayé d'amener Ezra vers le côté obscur de la Force. Le design de son sabre laser est basé sur un concept inutilisé du jeu vidéo Star Wars : Le Pouvoir de la Force. Il meurt dans l'épisode final de la première saison, Galaxie en flammes, se jetant dans l'explosion de ce qui semble être les réservoirs de carburant du croiseur du gouverneur Tarkin choisissant de se donner la mort plutôt que la recevoir de la main de Dark Vador pour avoir été vaincu par Kanan. Après sa mort, l'Empereur envoie Vador afin de régler la situation. On apprend de la Septième Sœur dans la saison 2 qu'il était le chef des Inquisiteurs, que les autres l'appelaient le Grand Inquisiteur et qu'ils sont en compétition pour gagner son titre depuis sa mort.

## Accueil

### Audiences
Pour son lancement, le double épisode de la première saison a été suivi par 2,74 millions de téléspectateurs aux États-Unis sur Disney Channel et par 6.50 millions de téléspectateurs dans le monde.
Le premier épisode de la série a réuni 1,03 million de téléspectateurs, un record pour Disney XD.

### Réception critique
Le site web IGN et le magazine américain Variety ont notamment faits de fortes louanges pour le double épisode, Prémices d'une Rébellion, mais leur seule remarque négative était l'apparition des Wookiees dans l'épisode, étant cités comme pas très impressionnants par rapport au reste de l'animation,.
Sur Metacritic, qui attribue une note sur 100, la première saison reçoit un score moyen de 78, basé sur 4 avis indiquant des critiques généralement favorables.
Eric Goldman, du site IGN, qualifie la saison d'excellente et lui donne une note de 8,5/10 avant de conclure : « Star Wars Rebels nous redonne la sensation qu'Un nouvel espoir a donné aux fans, et c'est très souvent réussi ».

## Produits dérivés

### DVD et Blu-ray
La commercialisation de Star Wars Rebels a débuté en octobre 2014 en DVD lors de la sortie du double épisode de la première saison, Prémices d'une Rébellion. Le support du disque Blu-ray débute en septembre 2015 lors de la sortie de l'intégrale de la première saison. En France, les saisons sont commercialisées uniquement sur le support DVD.
| Intitulé du coffret                           | Nombre d'épisodes | Dates de sortie                    | Dates de sortie             | Support        | Distributeur                   |
| Intitulé du coffret                           | Nombre d'épisodes | Zone 1 (dont États-Unis et Canada) | Zone 2 (Europe dont France) | Support        | Distributeur                   |
| --------------------------------------------- | ----------------- | ---------------------------------- | --------------------------- | -------------- | ------------------------------ |
| Star Wars Rebels : Prémices d'une Rébellion   | 2                 | 14 octobre 2014                    | 22 octobre 2014             | DVD            | Walt Disney Home Entertainment |
| Star Wars Rebels : L'intégrale de la saison 1 | 15                | 1er septembre 2015                 | 13 octobre 2015             | DVD et Blu-ray | Walt Disney Home Entertainment |
| Star Wars Rebels : L'intégrale de la saison 2 | 22                | 30 août 2016                       | 12 octobre 2016             | DVD et Blu-ray | Walt Disney Home Entertainment |
| Star Wars Rebels : L'intégrale de la saison 3 | 22                | 29 août 2017                       | 10 octobre 2017             | DVD et Blu-ray | Walt Disney Home Entertainment |
| Star Wars Rebels : L'intégrale de la saison 4 | 16                | 31 juillet 2018                    | 31 octobre 2018             | DVD et Blu-ray | Walt Disney Home Entertainment |

### Romans
Une série de romans est en cours de publication depuis 2014. Aux États-Unis, où ils sont édités par Disney-Lucasfilm Press, la série s'est arrêtée au neuvième tome à la suite de ventes insuffisantes. Cependant, en France, où ils sont édités par la Bibliothèque verte, la publication de la série se poursuit avec des romans directement écrits en français.
1. Les Aventures d'Ezra (Ezra's Gamble), paru le 5 août 2014 aux États-Unis et le 13 novembre 2014 en France[61] ;
2. L'Étincelle rebelle (Rise of the Rebels), également paru le 5 août 2014 aux États-Unis et le 13 novembre 2014 en France[62] ;
3. Le Pouvoir de la Force (Droids in Distress), paru le 18 novembre 2014 aux États-Unis et le 13 novembre 2014 en France[63] ;
4. Au service de l'Empire (Edge of the Galaxy), paru le 21 octobre 2014 aux États-Unis et le 13 novembre 2014 en France[64] ;
5. À l'épreuve du danger (Ezra's Duel with Danger), paru le 17 mars 2015 aux États-Unis et le 25 mars 2015 en France[65] ;
6. Des Rebelles dans les rangs (Rebel in the Ranks), paru le 3 mars 2015 aux États-Unis et le 22 avril 2015 en France[64] ;
7. L'Ultime Combat (Battle to the End), paru le 9 juin 2015 aux États-Unis et le 24 juin 2015 en France[66] ;
8. Justice impériale (Imperial Justice), paru le 7 juillet 2015 aux États-Unis et le 15 juillet 2015 en France[64] ;
9. L'Académie secrète (The Secret Academy), paru le 6 octobre 2015 aux États-Unis et le 21 octobre 2015 en France[64] ;
10. Pris au piège, paru le 9 mars 2016 en France[67] ;
11. Un nouvel allié, paru le 13 avril 2016 en France[68] ;
12. Le Choix d'Ezra, paru le 8 juin 2016 en France[69] ;
13. Une pilote hors pair, paru le 29 juin 2016 en France[70] ;
14. L'Avenir de la Force, paru le 28 septembre 2016 en France[71] ;
15. La Quête d'Ezra, paru le 19 octobre 2016 en France[72] ;
16. Retour aux sources, paru le 30 novembre 2016 en France[73].

### Autres
Un premier guide visuel contenant des informations sur les personnages, les armes et les véhicules de la série, intitulé Star Wars Rebels : L’encyclopédie (Star Wars Rebels: The Visual Guide), a été édité par Dorling Kindersley le 21 juillet 2014 aux États-Unis. En France, il est édité par Hachette et est paru le 22 avril 2015. Un deuxième guide visuel, intitulé Star Wars Rebels: The Epic Battle - The Visual Guide, se concentre sur les batailles de la première et deuxième saison. Également édité par Dorling Kindersley, il est paru le 6 octobre 2015 aux États-Unis.
Star Wars Rebels: Recon Missions est une application mobile développée par Disney Interactive, disponible sur Android, iOS, Windows Phone et Windows 8 depuis le 26 mars 2015. Elle permet principalement d'incarner les héros de la série afin de combattre les forces de l'Empire.
En France, Delcourt publie depuis juin 2015, sous forme d'albums, la compilation des comics parus dans le magazine consacré à la série par Panini Kids.

## Diffusion internationale
La diffusion de Star Wars Rebels débuta sur les chaînes de Disney XD le 16 octobre au Royaume-Uni et en Irlande, le 17 octobre en Australie, le 18 octobre en Afrique du Sud et le 19 octobre 2014 au Canada.

## Récompenses et nominations
| Année                               | Récompense                                                                             | Catégorie | Récipiendaire | Résultat |
| ----------------------------------- | -------------------------------------------------------------------------------------- | --- | --- | --- |
| 2015                                | Annie Awards                                                                           | Meilleur storyboard d'une production animée télévisuelle                                                                                 | Nathaniel Villanueva et Douglas Lovelace | Nomination |
| 2015                                | Motion Picture Sound Editors Awards                                                    | Meilleur montage sonore : effets sonores, bruitages, dialogues et doublage - Animation                                                   | Matthew Wood, David Acord (en), Frank Rinella, Kimberly Patrick, J. Frias, Tony Diaz et Sean Kiner pour l'épisode La Force sous contrôle         | Lauréat |
| 2015                                | Anime & Manga Grand Prix                                                               | Meilleure série d'animation internationale                                                                                               | Star Wars Rebels | Lauréat |
| 2015                                | Critics' Choice Television Awards                                                      | Meilleure série d'animation | Star Wars Rebels | Nomination |
| 2015                                | Teen Choice Awards                                                                     | Meilleure série d'animation | Star Wars Rebels | Nomination |
| 2016                                | Critics' Choice Television Awards                                                      | Meilleure série d'animation | Star Wars Rebels | Nomination |
| 2016                                | Motion Picture Sound Editors Awards                                                    | Meilleur montage sonore : effets sonores, bruitages, dialogues et doublage - Animation                                                   | Matthew Wood, David Acord, Frank Rinella, Bonnie Wild et Margie O'Malley pour l'épisode Le Faiseur d'ailes                                       | Nomination |
| 2017                                | Annie Awards                                                                           | Meilleur doublage dans une série d'animation                                                                                             | Lars Mikkelsen pour Thrawn dans l'épisode Le Culte des ancêtres                                                                                  | Nomination |
| 2017                                | Annie Awards                                                                           | Meilleure musique dans une série d'animation                                                                                             | Kevin Kiner pour le double épisode La Chute de l'apprentie                                                                                       | Nomination |
| 2017                                | Annie Awards                                                                           | Meilleur montage dans une série d'animation                                                                                              | Joe E. Elwood et Alex McDonnell pour le double épisode La Chute de l'apprentie                                                                   | Nomination |
| 2017                                | Writers Guild of America Awards                                                        | Meilleur scénario - Animation | Steven Melching pour l'épisode Une princesse sur Lothal                                                                                          | Nomination |
| 2017                                | Motion Picture Sound Editors Awards                                                    | Meilleur montage sonore : effets sonores, bruitages, dialogues et doublage - Animation                                                   | Matthew Wood, David Acord, Tony Diaz, Jacob Ortiz, Frank Rinella, Kimberly Patrick et Bonnie Wild pour le double épisode La Chute de l'apprentie | Nomination |
| 2017                                | Saturn Awards                                                                          | Meilleure série d'animation | Star Wars Rebels | Lauréat |
| 2017                                | Primetime Creative Arts Emmy Awards                                                    | Meilleur programme pour enfants | Star Wars Rebels | Nomination |
| 2018                                |                                                                                        | | | Nomination |
| Motion Picture Sound Editors Awards | Meilleur montage sonore : effets sonores, bruitages, dialogues et doublage - Animation | Matthew Wood, David Acord, Frank Rinella, Kimberly Patrick, Bonnie Wild et Ronni Brown pour l'épisode Le Sabre du pouvoir                | | Nomination |
| Saturn Awards                       | Meilleure série télévisée animée                                                       | Star Wars Rebels | Lauréat | |
| Primetime Creative Arts Emmy Awards | Meilleur programme pour enfants                                                        | Star Wars Rebels | Nomination | |
| Primetime Creative Arts Emmy Awards | Meilleure composition musicale dans une série                                          | Kevin Kiner pour le double épisode Réunion de famille                                                                                    | Nomination | |
| Primetime Creative Arts Emmy Awards | Meilleur montage sonore pour une série comique, dramatique ou d'animation              | Matthew Wood, David Acord, Bonnie Wild, Sean Kiner, Ronni Brown et Margie O'Malley Alex McDonnell pour l'épisode À la croisée des mondes | Nomination | |
| 2019                                | Motion Picture Sound Editors Awards                                                    | Meilleur montage sonore : effets sonores, bruitages, dialogues et doublage - Animation                                                   | Nomination | Matthew Wood, David Acord, Bonnie Wild, Ronni Brown, Kimberly Patrick, Margie O'Malley et Frank Rinella pour l'épisode À la croisée des mondes |